# Yakréo
Yakréo (ou Yakereo) est un village du Cameroun situé dans la région de l'Extrême-Nord, le département du Mayo-Danay, l'arrondissement de Gobo et le canton de Bougoudoum, à proximité de la frontière avec le Tchad. 

## Démographie
En 1967, la localité comptait 473 habitants, principalement des Massa.
Lors du recensement de 2005, on y a dénombré 1 721 personnes.